# Yarrow Shipbuilders

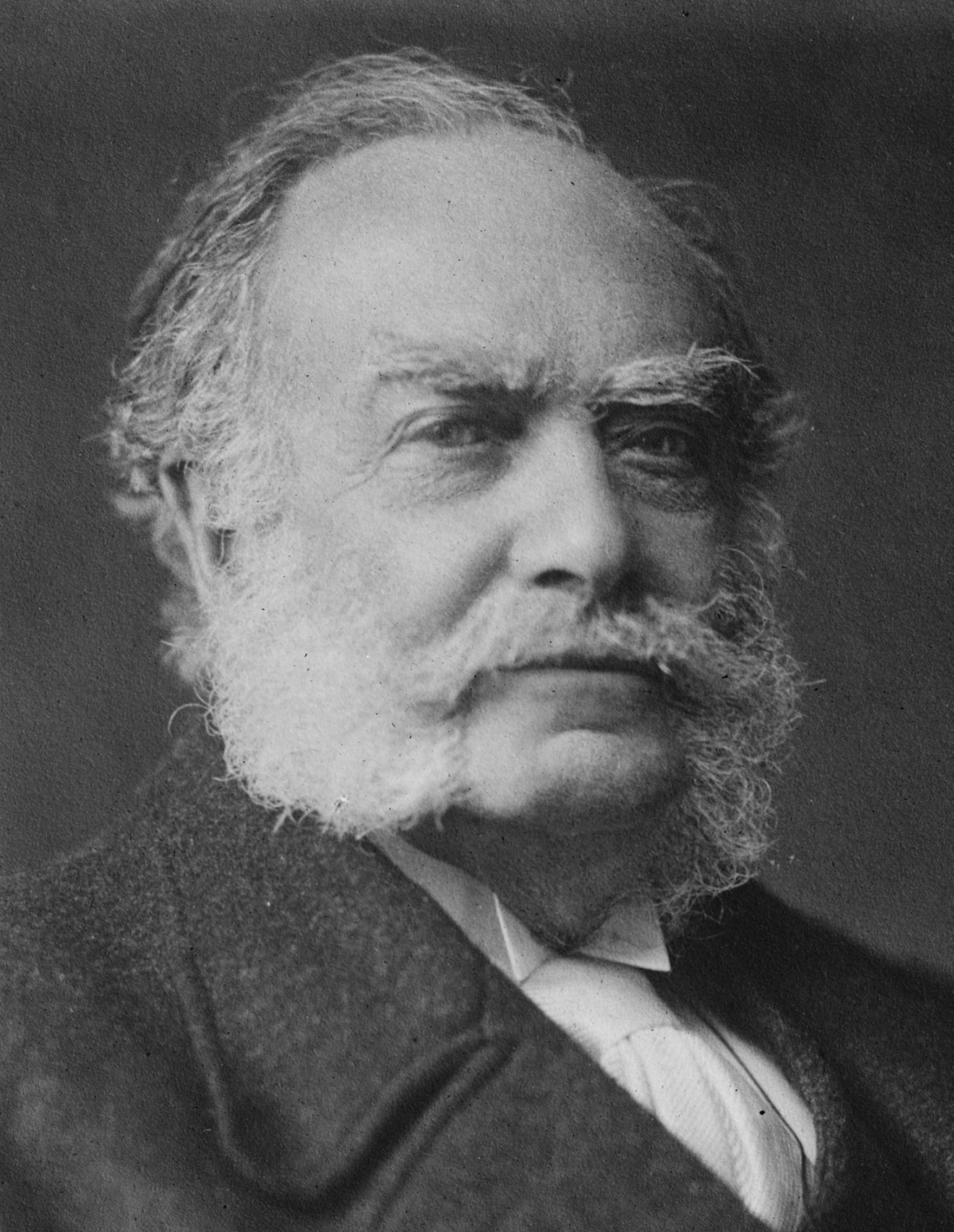
Alfred Yarrow.

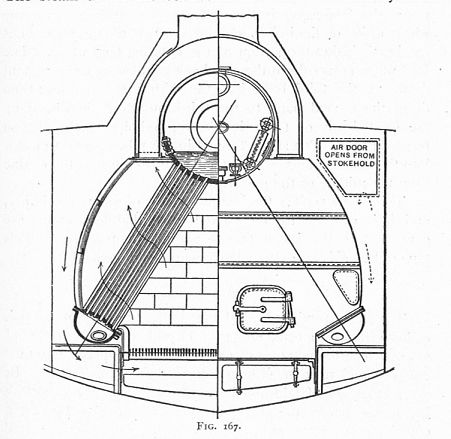
Yarrow stoomketel.

Yarrow (Shipbuilders), Limited (YSL), meestal gewoon Yarrows genoemd, was een grote scheepswerf, nu onderdeel van BVT Surface Fleet, een joint venture tussen BAE Systems en VT Group, waartoe ook de nabijgelegen Govan Shipyard behoort. De werf ligt in het district Scotstoun van Glasgow, aan de rivier Clyde.

## Geschiedenis

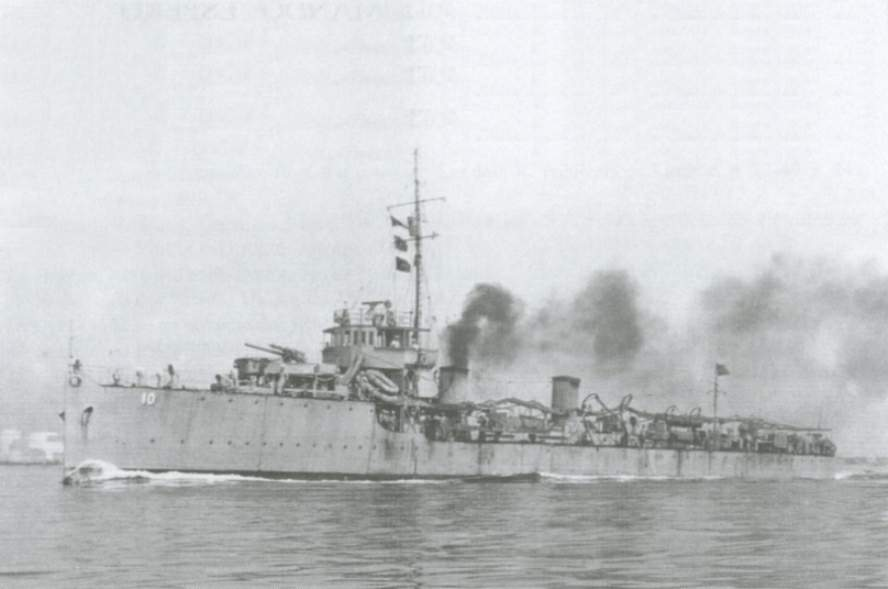
Mata Grosso van de Pará-klasse van de Braziliaanse marine

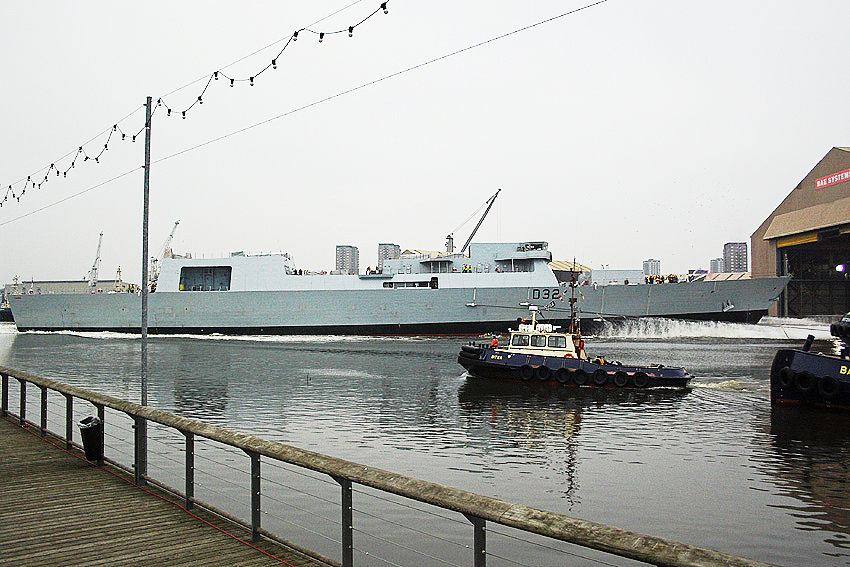
Tewaterlating van de HMS Daring bij de BAE Systems YSL werf.

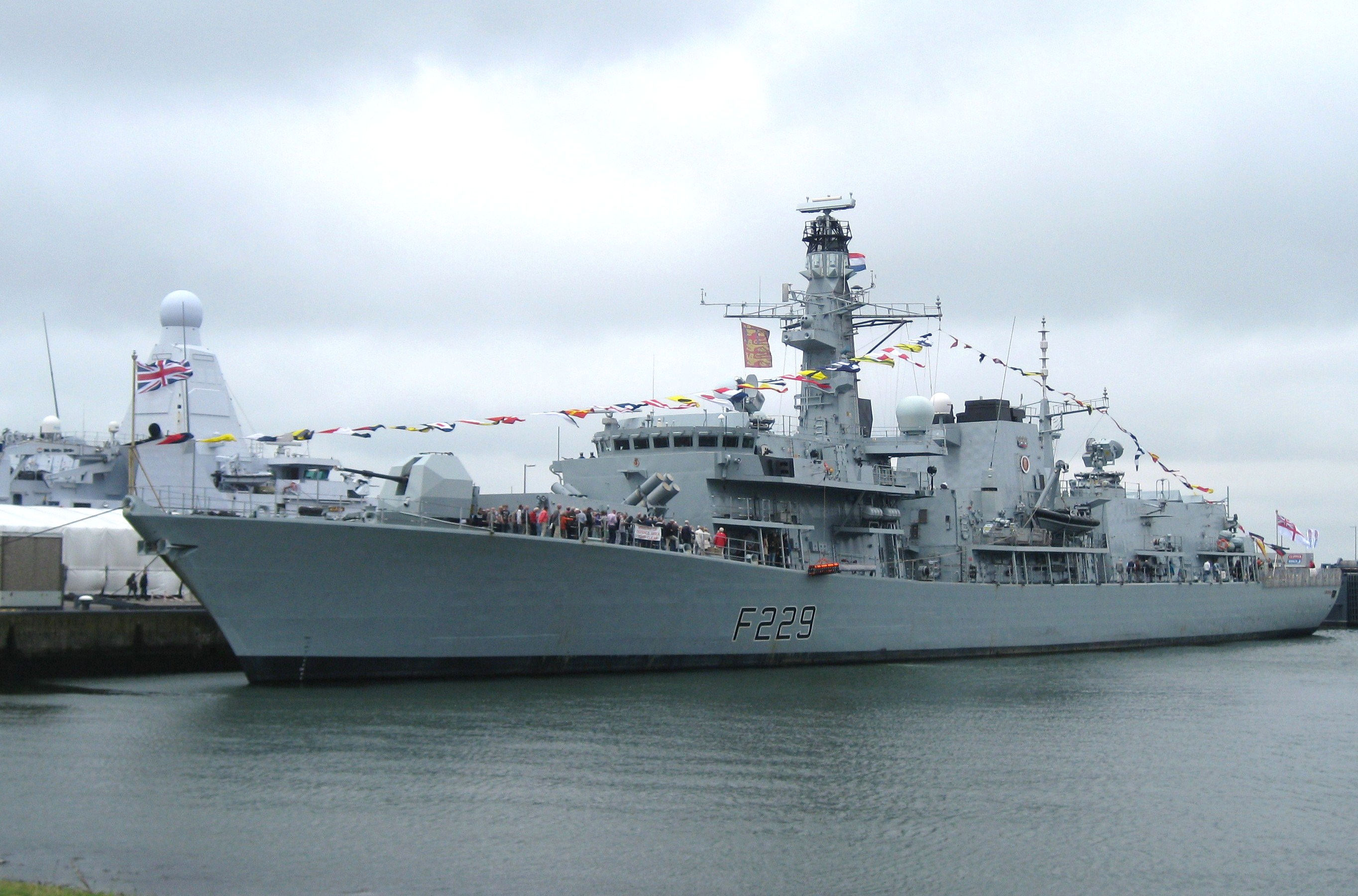
Type 23 fregat HMS Lancaster.

Het bedrijf werd opgericht door Alfred Yarrow, later Sir Alfred Yarrow, 1st Baronet, in 1865 als Yarrow & Company, Limited. In eerste instantie was het gelegen op de Isle of Dogs in Londen, waar honderden stoomschepen en uiteindelijk de eerste destroyers van de Royal Navy te water werden gebouwd tussen 1869 en 1908. Yarrow bouwde ook stoomketels en een type wordt ook wel de "Yarrow type ketel" genoemd. Deze ketel werd in 1887 voor het eerst gebruikt in een torpedoboot. 
Ondanks het verplaatsen van de werven werd Yarrow te groot voor Poplar en daarom, alsook de prijs van land en arbeid in Londen, verhuisde het bedrijf naar Scotstoun, begin 1906. Tussen de 4000 en 5000 ton materieel moest getransporteerd worden, van modellen tot zware machinerie. Een treinlading van veertig tot vijftig wagons verliet Poplar elke dag. Het eerste schip gebouwd op de nieuwe locatie werd te water gelaten op 14 juli 1908. Het was een torpedoboot van de Pará-klasse voor de Braziliaanse marine. Het bedrijf richtte ook de joint venture Coventry Ordnance Works op in 1905, waarvoor een grote fabriek werd gebouwd naast de werf in 1910. 
Yarrow was een van 's werelds leidende bouwers van torpedobootjagers vanaf het begin tot na de Tweede Wereldoorlog. Het bouwde schepen voor zowel de Royal Navy als voor de export. Tot de jaren zestig bouwde Yarrow ook handelsschepen, waarbij men zich specialiseerde in schepen voor de rivieren en meren van Birma, India, Afrika en Zuid-Amerika. In totaal bouwde Yarrow zo'n 400 schepen aan de Clyde.
In 1968 werd het bedrijf onderdeel van de Upper Clyde Shipbuilders, welke ten onder ging in 1971. In 1977 stelde de Labour-regering van James Callaghan de Aircraft And Shipbuilding Industries Act 1977 in, waarbij het bedrijf genationaliseerd werd. Samen met andere grote Britse werven werd het gegroepeerd tot British Shipbuilders. De volgende regering, onder Margaret Thatcher, begon weer een privatiseringsprogramma en Yarrow was een de eerste onderdelen die weer geprivatiseerd werd. In 1985 werd het verkocht aan General Electric's GEC-Marconi divisie, waarbij het Marconi Marine (YSL) werd. In 1999 werd Marconi Electronic Systems verkocht aan British Aerospace, waardoor BAE Systems ontstond. Marconi Marine (YSL) werd daarop BAE Systems Marine (YSL). YSL is nu onderdeel van BVT Surface Fleet, een BAE Systems/VT Group joint venture.

## Schepen

### Gebouwd in Londen
- Kotaka, Japanse torpedoboot 1885

- Havock-klasse destroyers
  - HMS Havock 1893
  - HMS Hornet 1893

- Ikazuchi-klasse destroyers
  - Ikazuchi 1898
  - Inazuma 1899
  - Niji 1899
  - Akebono 1899
  - Oboro 1899
  - Sazanami 1899

- PS Aotea (later hernoemd PS Waimarie) 1899 - gerestaureerd en opererend in Whanganui, Nieuw-Zeeland
- SS (later MV) Wairua -1904- gerestaureerd en opererend in Whanganui
- SS (later MV) Waione - 1898? - gesloopt in de jaren 1960
- SS (later MV) Ohura - 1898? - beschadigd en later gesloopt
- MV Ongarue - 1903 - wacht op restauratie, Whanganui
- SS (later MV) Waiora - 1904 - gezonken op de Whanganui (rivier)
- River-klasse destroyers
  - HMS Teviot 1903
  - HMS Usk 1903
  - HMS Ribble 1904
  - HMS Welland 1904
  - HMS Gala 1905
  - HMS Garry 1905

- Thyella-klasse destroyers (Griekse Marine)
  - Nafkratousa 1906
  - Thyella 1907
  - Lonchi 1907
  - Sfendoni 1907

### Gebouwd in Glasgow
- Weapon-klasse destroyers
  - HMS Battleaxe
  - HMS Broadsword
- Daring-klasse (1949) destroyers
  - HMS Decoy
  - HMS Diana

- Black Swan-klasse sloepen
  - HMS Wild Goose (U45)
- Tribal-klasse fregatten
  - HMS Ashanti
- Leander-klasse fregatten
  - HMNZS Canterbury (F421)
  - Almirante Lynch 3
  - Almirante Condell 3 (1973)
- Type 21 fregatten
  - HMS Ambuscade
  - HMS Arrow
  - HMS Alacrity
  - HMS Ardent
  - HMS Avenger
- Type 22 fregatten
  - HMS Broadsword
  - HMS Battleaxe
  - HMS Brilliant
  - HMS Brazen
  - HMS Boxer
  - HMS Beaver
  - HMS Brave
  - HMS London
  - HMS Cornwall
  - HMS Cumberland
- Type 23 fregatten
  - HMS Norfolk
  - HMS Argyll
  - HMS Lancaster
  - HMS Iron Duke
  - HMS Monmouth
  - HMS Montrose
  - HMS Somerset
  - HMS Grafton
  - HMS Sutherland
  - HMS Kent
  - HMS Portland
  - HMS St Albans
- Type 45 destroyers
  - HMS Daring 2006
- Omgebouwde Civiele schepen
  - HMCS Tuna origineel gebouwd als Tarantula

### Veerboten
- Pender Queen - 1923 gebouwd als MV Motor Princess en diende de Canadian Pacific Railway Company.
- Salt Spring Queen - 1949 Gebouwd als MV Delta Princess stak de Fraser rivier over waar nu de George Massey Tunnel is.
- MV Kwuna - 1975
- Queen of Cowichan - 1976
- Queen of Oak Bay - 1981

- Clyde-klasse RNLI reddingsboten
  - Charles H Barrett (70-001)
  - Grace Paterson Ritchie (70-002)

- Koninklijke Maleisische Marine
  - KD Hang Tuah (F76) ex-Black Star, ex-HMS Mermaid
  - KD Rahmat (F24)
  - Lekiu-klasse fregatten
    - Jebat (F29)
    - Lekiu (F30)